# Elizabeth Becker-Pinkston
Elizabeth Anna "Betty" Becker-Pinkston, född 6 mars 1903 i Philadelphia i Pennsylvania, död 6 april 1989 i Detroit i Michigan, var en amerikansk simhoppare.
Hon blev olympisk guldmedaljör i höga hopp vid sommarspelen 1928 i Amsterdam.